# العالم الأخير
العالم الاخير برنامج تلفزيوني قدمه الداعية الإسلامي محمد العريفي.

## تاريخ العرض
بث البرنامج يوميا طيلة رمضان 1437 هـ/2016 م على قناة المجد الفضائية الساعة 08:00 مساء بتوقيت مكة المكرمة. وأعيد في الساعة 11:55 صباحا بتوقيت مكة المكرمة.

## وصلات خارجية
- الموقع الرسمي لمحمد العريفي
- حلقات البرنامج على اليوتيوب